# NGC 4148
NGC 4148 est une vaste galaxie lenticulaire située dans la constellation des Chiens de chasse. NGC 4148 a été découverte par l'astronome prussien Heinrich d'Arrest en 1866.

## Caractéristiques
Sa vitesse par rapport au fond diffus cosmologique est de 7 005 ± 19 km/s, ce qui correspond à une distance de Hubble de 103,3 ± 7,2 Mpc (∼337 millions d'al).
Selon la base de données Simbad, NGC 4148 est une galaxie active contenant un blazar.